# Senecio desfontainei
Senecio desfontainei là một loài thực vật có hoa trong họ Cúc. Loài này được Druce miêu tả khoa học đầu tiên năm 1928.